# Gideon Granger
Gideon Granger (Suffield, 19 luglio 1767 – Canandaigua, 31 dicembre 1822) è stato un politico statunitense, 4° Direttore delle Poste.

## Biografia
Fu il quarto direttore generale delle poste degli Stati Uniti sotto i presidenti degli Stati Uniti d'America Thomas Jefferson e James Madison.
Nato nello stato del Connecticut, frequentò l'università di Yale scegliendo una carriera di avvocato. Era il padre di Francis Granger.
Fu membro della camera rappresentando lo stato del Connecticut. Sosteneva le idee di Thomas Jefferson. Continuò l'attività politica fino a quando il suo stato di salute glielo permise dovendosi poi ritirare all'inizio del 1821. Alla sua morte il corpo venne sepolto al Woodlawn Cemetery.